# Lovina Edward
Lovina Odochi Edward (ur. 12 czerwca 1980) – nigeryjska zapaśniczka walcząca w stylu wolnym. Zajęła 21. miejsce na mistrzostwach świata w 2009. Triumfatorka igrzysk afrykańskich w 2007. Czterokrotna medalistka mistrzostw Afryki, złota w 2006 i 2008. Brązowa medalistka igrzysk wspólnoty narodów w 2010 roku.